# Косякин, Иван Семёнович

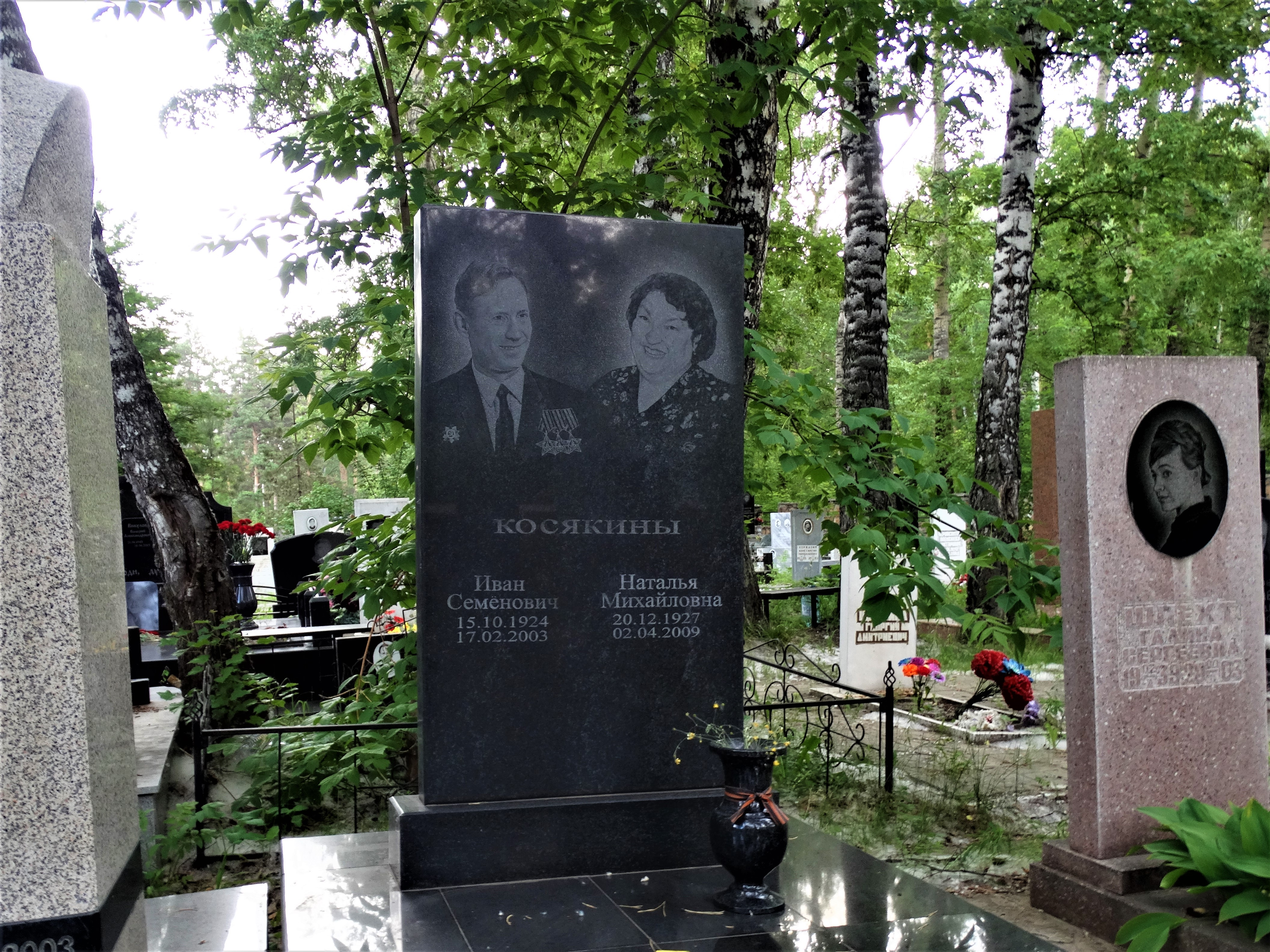
могила на Заельцовском кладбище

Иван Семёнович Косякин (15 октября 1924 года — 17 февраля 2003 года) — участник Великой Отечественной войны, полный кавалер Ордена Славы (1945).

## Биография
Родился 15 октября 1924 года в деревне Новосёловка ныне Валуйского района Белгородской области в семье рабочего. Получил среднее образование.
В 1941 году был призван Валуйским районным военкоматом в ряды РККА, с февраля 1943 года находился на фронтах Великой Отечественной войны.
В период с 12 июля по 12 августа 1944 года, будучи рядовым роты автоматчиков 139-го стрелкового полка 41-й стрелковой дивизии 69-й армии 1-го Белорусского фронта, при прорыве вражеской обороны на реке Турья в районе к югу от города Ковель и в последующих боях обеспечил надёжную связь между командиром полка и командирами подразделений. При отражении контратаки уничтожил до 10 солдат противника и вынес с поля боя раненого офицера. 23 октября 1944 года награждён орденом Славы 3 степени.
7 ноября 1944 года ефрейтор Косякин в районе города Пулавы на территории Польши участвовал в разведке боем и прикрывал огнём отход разведчиков вместе с «языком». В схватке с врагом сразил из автомата до 10 солдат противника. 28 октября 1944 года награждён орденом Славы 2 степени.
20 апреля 1945 года в районе к западу от города Лебус скрытно проник в расположение противника и гранатами подавил огонь пулемёта. При отражении контратаки врага уничтожил более 10 пехотинцев противника. Указом Президиума Верховного Совета СССР от 31 мая 1945 года награждён орденом Славы 1 степени.
После войны продолжил воинскую службу. В 1947 году демобилизован в звании старшины.
После демобилизации в 1951 году окончил Днепропетровскую техническую школу Министерства путей сообщения, работал в строительно-монтажном управлении в Новосибирске.
Умер 17 февраля 2003 года. Похоронен на Заельцовском кладбище Новосибирска.